# Jambeiro (kommun)
Jambeiro är en kommun i Brasilien.   Den ligger i delstaten São Paulo, i den sydöstra delen av landet, 900 km söder om huvudstaden Brasília. Antalet invånare är 5 350.
Följande samhällen finns i Jambeiro:
- Jambeiro

I omgivningarna runt Jambeiro växer i huvudsak städsegrön lövskog. Runt Jambeiro är det ganska glesbefolkat, med 22 invånare per kvadratkilometer.